# Leszek Adamowicz
Leszek Stanisław Adamowicz (ur. 30 lipca 1960 w Zamościu) – polski ksiądz rzymskokatolicki, kapłan archidiecezji lubelskiej, kanonista, doktor habilitowany nauk prawnych, profesor nadzwyczajny na Wydziale Prawa, Prawa Kanonicznego i Administracji Katolickiego Uniwersytetu Lubelskiego Jana Pawła II.

## Życiorys
W 1979 uzyskał maturę w I Liceum Ogólnokształcącym im. Jana Zamoyskiego w Zamościu. W 1984 ukończył studia teologiczne w KUL, a 22 grudnia 1984 otrzymał święcenia kapłańskie. W 1990 nadano mu tytuł magistra prawa kanonicznego. W 1993 uzyskał w KUL stopień naukowy doktora prawa kanonicznego na podstawie rozprawy pt. Zakres uprawnień spowiednika w prawie powszechnym Kościoła łacińskiego i w prawie wspólnym katolickich Kościołów wschodnich. W 2004 habilitował się na tej samej uczelni w zakresie prawa kanonicznego w oparciu o dorobek naukowy oraz rozprawę pt. Lex – natura – Ecclesia. Międzyreligijne, międzywyznaniowe i międzyobrządkowe normy prawa kodeksowego Kościoła katolickiego.
W 1992 został asystentem, w 1995 adiunktem, a w 2005 profesorem nadzwyczajnym WPPKiA KUL. Jest kierownikiem Katedry Prawa Katolickich Kościołów Wschodnich na tym Wydziale.
Był tłumaczem na język polski Kodeksu Kanonów Kościołów Wschodnich. Od 2021 jest konsultorem Rady Prawnej Konferencji Episkopatu Polski.

## Wybrane publikacje
- Dokumenty duszpastersko-liturgiczne Episkopatu Polski (1966-1998) (red.), Lublin: "Polihymnia", 1999.
- Fides, veritas, iustitia. Księga pamiątkowa dedykowana księdzu biskupowi Antoniemu Stankiewiczowi, Lublin: Towarzystwo Wydawnictw Naukowych Libropolis, 2013.
- Kodeks Kanonów Kościołów Wschodnich promulgowany przez papieża Jana Pawła II (tłum.), Lublin: Wydział Prawa, Prawa Kanonicznego i Administracji Katolickiego Uniwersytetu Lubelskiego : Wydawnictwo Archidiecezji Lubelskiej "Gaudium", 2002.
- Lex, natura, ecclesia. Międzyreligijne, międzywyznaniowe i międzyobrządkowe normy prawa kodeksowego, Lublin: "Polihymnia", 2004.
- Niespokojni nadzieją , Lublin: Wydawnictwo Polihymnia, 2009.
- Prawo wyznaniowe (współautor), Sandomierz: Wydaw. Diecezjalne, 2000.
- Prawo wyznaniowe (współautor), Lublin: Katolicki Uniwersytet Lubelski. Wydział Prawa, Prawa Kanonicznego i Administracji. Katedra Prawa Wyznaniowego; Sandomierz: Wydaw. Diecezjalne, 2003.
- Przynależność do Kościoła a uczestnictwo wiernych w życiu publicznym (red.), Lublin: Towarzystwo Naukowe Katolickiego Uniwersytetu Lubelskiego Jana Pawła II, cop. 2014.
- Unitas in varietate. Materiały z Międzynarodowej Konferencji Naukowej (red.), Lublin: "Polihymnia", 2003.
- Zakres uprawnień spowiednika według prawa powszechnego Kościoła łacińskiego i prawa wspólnego, Lublin: "Polihymnia", 2001[4].

## Członkostwo w korporacjach naukowych
- Polskie Towarzystwo Prawa Wyznaniowego
- Stowarzyszenie Kanonistów Polskich[1].

## Odznaczenia i nagrody
W 1994 został odznaczony przez metropolitę lubelskiego godnością kanonika gremialnego Kapituły Kolegiackiej w Chełmie.
W 2009 otrzymał Brązowy, a w 2023 Złoty Medal za Długoletnią Służbę.